# Landevieille
Landevieille ist eine französische Gemeinde mit 1.526 Einwohnern (Stand: 1. Januar 2022) im Département Vendée in der Region Pays de la Loire. Landevieille gehört zum Arrondissement Les Sables-d’Olonne und ist Mitglied des Gemeindeverbandes Pays de Saint-Gilles-Croix-de-Vie Agglomération. Die Bewohner werden Landevieillois und Landevieilloises genannt.
Die Gemeinde erhielt 2023 die Auszeichnung „Drei Blumen“, die vom Conseil national des villes et villages fleuris (CNVVF) im Rahmen des jährlichen Wettbewerbs der blumengeschmückten Städte und Dörfer verliehen wird.

## Geografie
Landevieille liegt etwa 16 Kilometer nordnordwestlich von Les Sables-d’Olonne und etwa 29 Kilometer westsüdwestlich von La Roche-sur-Yon nahe der Côte de Lumière der Atlantikküste. Der Jaunay bildet zusammen mit seinem aufgestauten Lac du Jaunay die natürliche Grenze zur nördlichen Nachbargemeinde L’Aiguillon-sur-Vie, während der Ruisseau du Brandeau die natürliche Grenze zur südlichen Nachbargemeinde Brem-sur-Mer bildet.
Umgeben wird Landevieille von den Nachbargemeinden L’Aiguillon-sur-Vie im Norden, La Chapelle-Hermier im Nordosten, Saint-Julien-des-Landes im Osten, Vaire im Süden und Südosten, Brem-sur-Mer im Süden, Bretignolles-sur-Mer im Westen sowie la Chaize-Giraud im Nordwesten.

## Bevölkerungsentwicklung

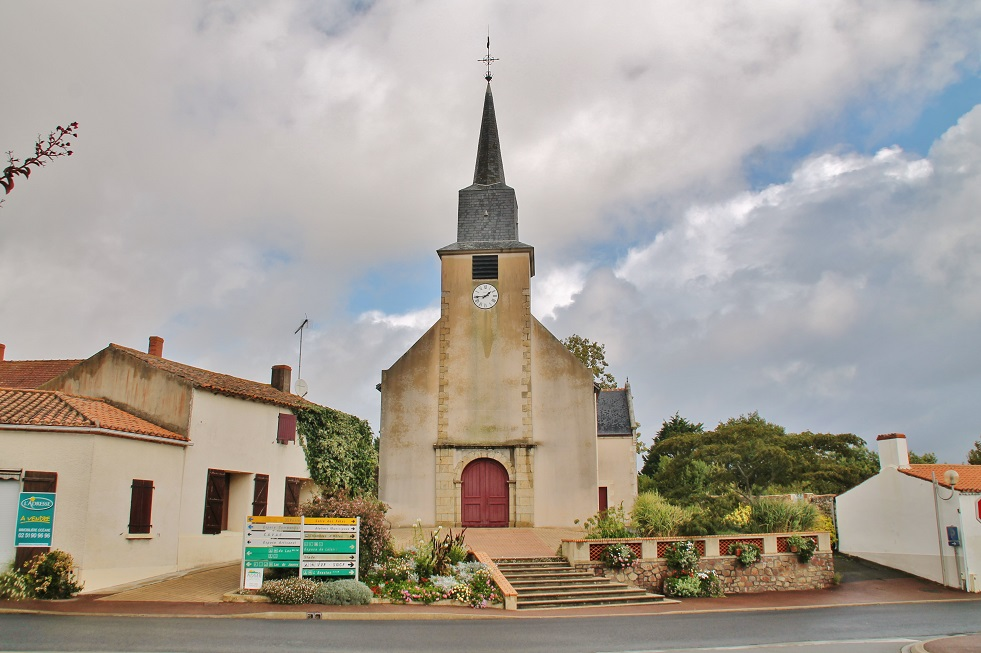
Kirche Saint-Pierre

| Jahr                       | 1962 | 1968 | 1975 | 1982 | 1990 | 1999 | 2006 | 2013 | 2020 |
| Einwohner                  | 568  | 629  | 616  | 630  | 646  | 791  | 1047 | 1331 | 1479 |
| Quellen: Cassini und INSEE |      |      |      |      |      |      |      |      |      |

## Sehenswürdigkeiten
- Kirche Saint-Pierre